# 蓋德羅克 (內布拉斯加州)
蓋德羅克（英語：Guide Rock）是位於美國內布拉斯加州韋伯斯特縣的村。

## 人口
根據2020年美國人口普查的數據，蓋德羅克的面積為1.30平方千米，皆為陸地。當地共有人口199人，而人口密度為每平方千米153人。